# Franz Keller (Theologe)
Franz Xaver Friedrich Karl Keller (* 24. Juli 1873 in Karlsruhe; † 6. Juni 1944 in Freiburg im Breisgau) war ein deutscher römisch-katholischer Priester, Moraltheologe und Caritaswissenschaftler.

## Leben

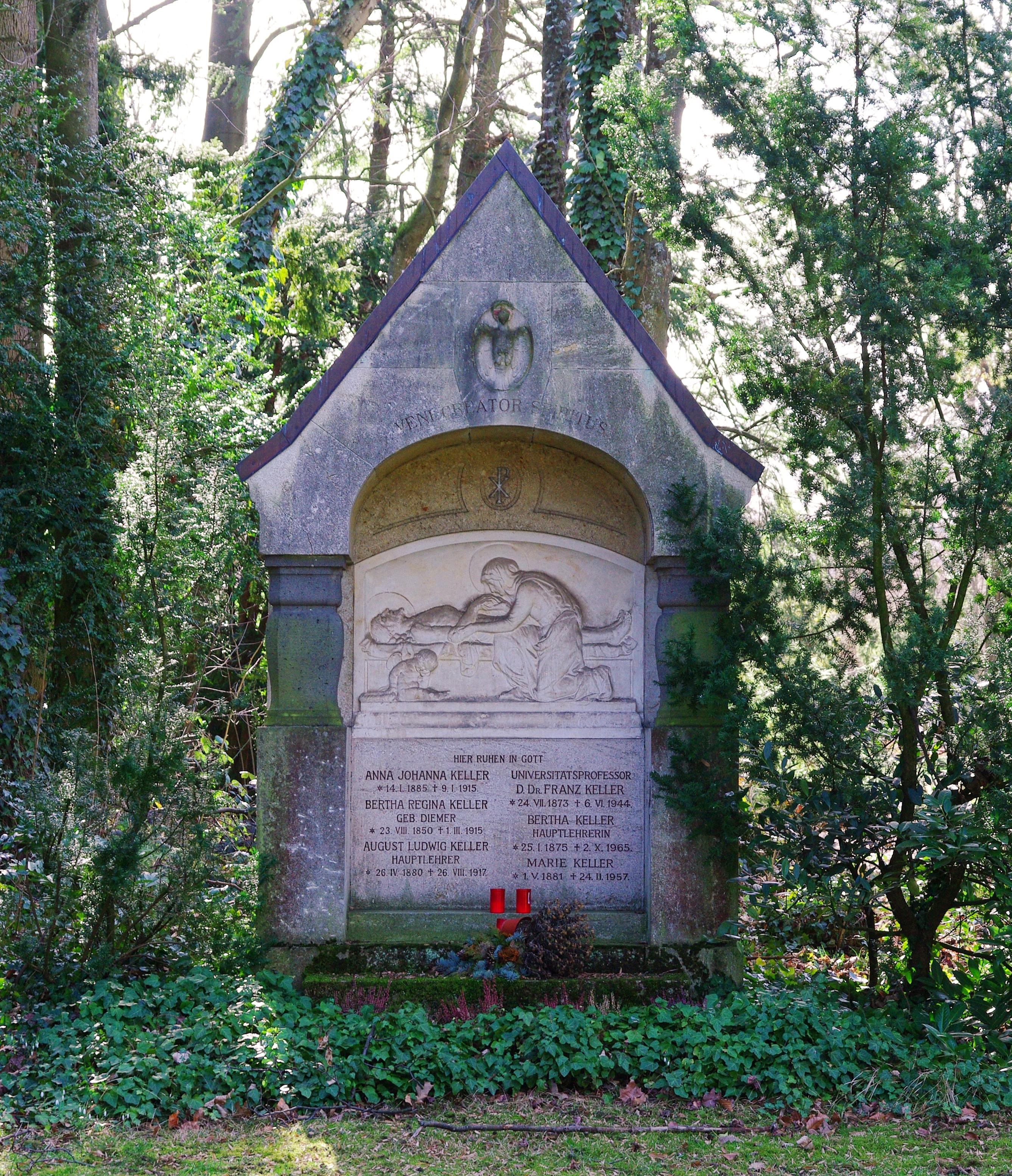
Grab Kellers auf dem Freiburger Hauptfriedhof

Franz Keller besuchte das Gymnasium in Karlsruhe. Danach studierte er katholische Theologie und Nationalökonomie in Freiburg im Breisgau. 1896 wurde er zum Priester geweiht und war als Kaplan in Bruchsal, Rastatt, Walldürn und Freiburg im Breisgau tätig, anschließend als Hausgeistlicher in Heitersheim und von 1900 bis 1902 im Studentenwohnheim Collegium Sapientiae in Freiburg. Er promovierte 1903 zum Dr. rer. pol. und 1905 zum Dr. theol. 1904 war Keller Pfarrverwalter und 1905 Pfarrer in Heimbach im Erzbistum Freiburg.
1918 wurde Franz Keller Professor für Sozialethik an der Albert-Ludwigs-Universität Freiburg und 1924 für Moraltheologie. Er gründete am 3. April 1925 in Freiburg das Institut für Caritaswissenschaft und wurde dessen erster Direktor. Keller war Herausgeber der Studien zur katholischen Sozial- und Wirtschaftsethik und der Schriften zur Caritaswissenschaft.
In dieser Tätigkeit hat er besonders zur Profilierung dieser Disziplin als praktischer Wissenschaft innerhalb der Moraltheologie beigetragen. Keller verstand die Caritaswissenschaft als eine theologische, praktische Disziplin, die sich auf die Caritashilfe als freies Gemeinschaftshandeln der Kirche bezieht, „die durch die göttliche Gnade übernatürlich begründete und entfaltete Tugend der Caritas“; sie vollziehe sich innerhalb der „katholischen Kirche als der von Christus gestifteten und vom Geiste Gottes geleiteten vollkommenen übernatürlichen Gesellschaft zur Herstellung des Reiches Gottes auf Erden und zur Vollendung der Gemeinschaft der Heiligen“.
Keller setzte sich für die Ächtung von Kriegen ein. Gegenüber dem Nationalsozialismus zeigte er anfangs aus Furcht vor der Schließung des Institut für Caritaswissenschaft Sympathie, griff jedoch die Ideologie der Eugenik scharf an. 1934 wurde er daher in den Ruhestand versetzt; das Institut für Caritaswissenschaft wurde 1938 geschlossen und konnte erst 1947 seine Arbeit wieder aufnehmen.

## Werke
(Auswahl)
- Im Geiste der heiligen Elisabeth, 1907; 2. Auflage: Frauenkraft und Frauengröße. Im Geiste der heiligen Elisabeth. Gedanken für Frauen und Jungfrauen. A. Laumann, Dülmen 1922 (116 S.)
- Sonnenkraft. Der Philipperbrief des heiligen Paulus in Homilien für denkende Christen dargelegt. Herder Verlag, Freiburg 1910 (127 S.)
- Unternehmung und Mehrwert. Eine sozialethische Studie zur Geschäftsmoral. Bachem Verlag, Köln 1912 (96 S.)
- Die Ethik der Geschäftsreklame. Volksvereins-Verlag, Mönchengladbach 1916 (23 S.)
- Caritaspflege auf dem Lande in und nach dem Kriege. Caritasverband für das Katholische Deutschland, Freiburg 1916  (64 S.)
- Pflanzschule der christlichen Liebestätigkeit. Herder Verlag, Freiburg 1918 (46 S.)
- Grundzüge der Dorfcaritas. Caritas Verlag, Freiburg 1924 (121 S.)
- Caritaswissenschaft. Herder Verlag, Freiburg 1925 (251 S.)
- Aufwertungsrecht und Gewissenspflicht. Herder Verlag, Freiburg 1926 (37 S.)
- Kriegsächtung und Friedensrüstung. Akademischer Werkverlag, Freiburg 1926 (Aufsatzsammlung, 66 S.)
- Caritas catholica im Dienst der Völkerversöhnung. In: Jahrbuch der Caritaswissenschaft 1930 (13 S.)
- Nationale Sicherheit und internationale Caritas. In: Jahrbuch der Caritaswissenschaft 1931 (15 S.)
- Todesstrafe und Gott. Leo-Verlag, Freiburg 1931 (7 S.)